# CM Дракона
CM Дракона, (англ. CM Draconis) — двойная звезда, которая находится в созвездии Дракон на расстоянии около 47,3 световых лет от нас. Звезда, возможно, имеет третью компоненту — красный карлик.

## Характеристики
Система CM Дракона состоит из двух звёзд главной последовательности и белого карлика. Они настолько тусклы, что не видны невооружённым глазом. Относительно большое собственное движение было открыто в 1960-е Виллемом Якобом Лейтеном, который определил собственное движение для более чем 520 тысяч звёзд. В 1967 году была обнаружена третья возможная компонента в системе — CM Дракона Ab.

## Ближайшее окружение звезды
Следующие звёздные системы находятся на расстоянии в пределах 20 световых лет от CM Дракона:
| Звезда      | Спектральный класс     | Расстояние, св. лет |
| 19 Дракона  | F6 V / ?               | 7,2                 |
| 26 Дракона  | G0-1 V / K3 V / M1 V   | 7,6                 |
| LP 69-457   | M V                    | 9,5                 |
| HIP 79126   | M0 V                   | 9,5                 |
| 44 Волопаса | F5-G1 Vn / G2 V / G? V | 14                  |
| χ Геркулеса | F8-9 V                 | 14                  |
| HD 154345   | G8 V                   | 15                  |
| BD+39 2947  | G8 V / ?               | 15                  |
| θ Волопаса  | F7 V / M3 V / D? /VII  | 16                  |